# Aletsch

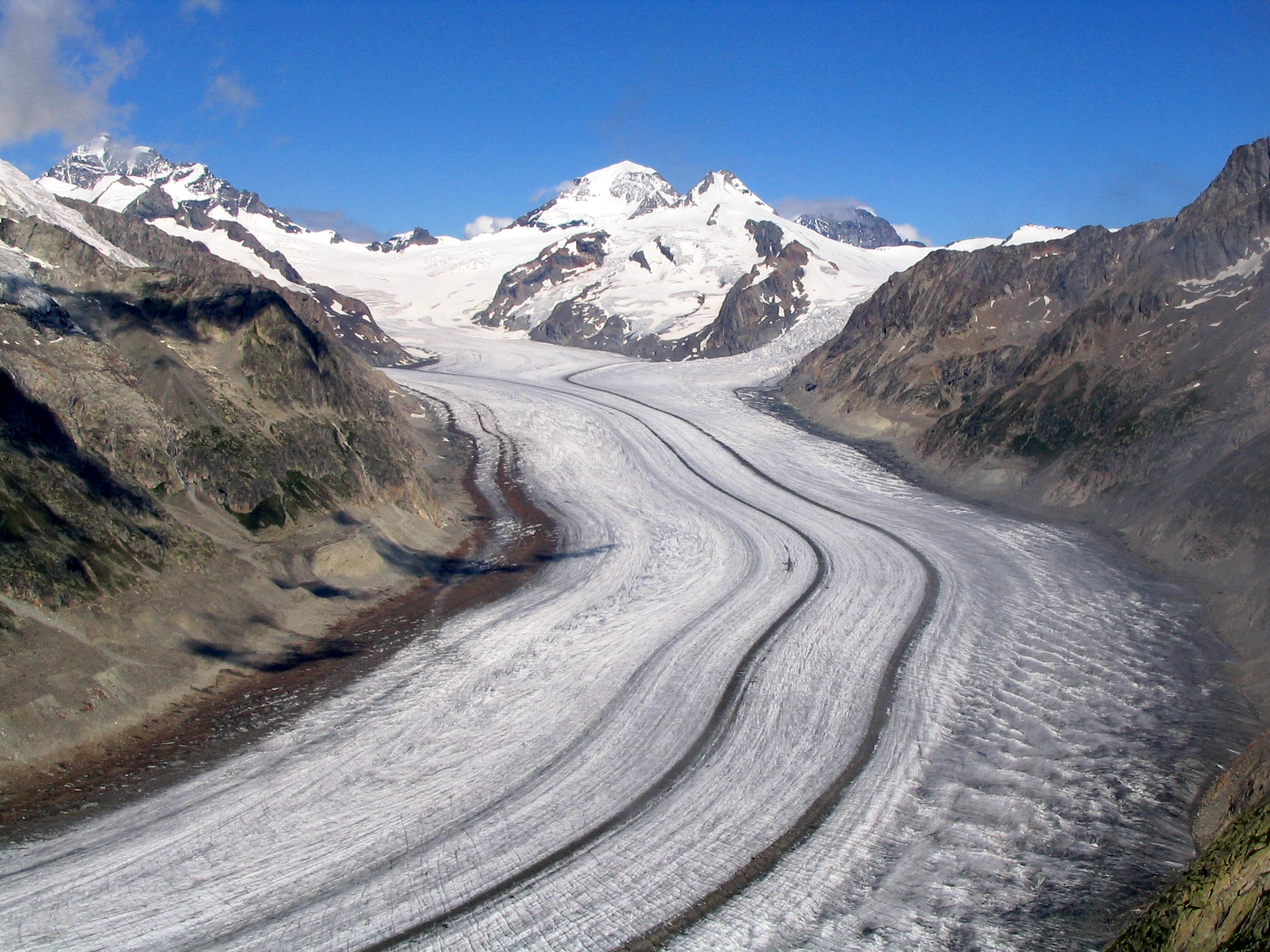
El glaciar Aletsch visto desde el sur.

El glaciar Aletsch (o Gran Glaciar Aletsch (del alemán: Grosser Aletschgletscher) es el glaciar más grande de los Alpes, con 23 km de longitud y más de 120 km², localizado en el suroeste de Suiza, en el cantón de Valais, dentro del espacio Jungfrau-Aletsch-Bietschhorn declarado Patrimonio de la Humanidad por la Unesco.

## Descripción
Los orígenes del glaciar Aletsch se sitúan en los 4.000 m de altura en la cara sur del macizo del Jungfrau, donde se generan separadas tres grandes lenguas, que confluyen algo más abajo en la denominada Plaza de la Concordia (Konkordiaplatz), una extensión de unos 6 km² que se considera propiamente el inicio del glaciar Aletsch. Estos tres pequeños glaciares son:
- de la zona occidental fluye el gran Aletschfirn, que corre a lo largo de la cara norte de los picos Aletschhorn (4.195 m) y del Dreieckhorn. El Aletschfirn está alimentado a su vez por otras tres lenguas desde el norte: el Ebnefluhfirn, el Gletscherhornfirn y el Kranzberfirn, que tienen su origen en los 3.800 m de altura. Desde el Ebnefluhfirns a la Konkordiaplatz, el Aletschfirn tiene unos 9 km de largo y en promedio cerca de 1,5 km de ancho. Del oeste, el Aletschfirn fluye desde los 3.173 m del paso Gletscherpass o "Lötschenlücke", que da acceso al valle de Lötschental.

- del noroeste fluye el Jungfraufirn, casi en continuación recta del glaciar Aletsch, aunque es el más corto de los tres tributarios. Tiene su origen en el flanco meridional del pico Mönch y en el flanco del este del pico Jungfrau. Hasta la Konkordiaplatz tiene 7 km de longitud y va flanqueando el Kranzberg en el oeste y el Trugberg en el este. En su punto más alto tiene 2 km de anchura y después mantiene siempre 1 km de ancho.

- del norte fluye el Ewigschneefeld (campo de nieve eterno), partiendo del flanco este del Mönch. Después de un giro flanquea el pico Trugberg por el oeste y el Fiescherhorn y el Grünhorn por el este, llegando después a la Konkordiaplatz. En total cerca de 8 km de largo y promedios de 1,2 km de ancho. La llegada a la Konkordplatz se realiza por una abrupta pendiente del 25-30%, por lo que el glaciar está muy resquebrajado. Por el norte se puede llegar al paso inferior del Mönchsjochs, (3529 m), que conecta con el glaciar bajo de Grindelwald, así como al paso superior del Mönchsjoch (3627 m), que conecta con el Jungfraufirn.

También fluye hasta la Konkordiaplatz por el este la lengua Grüneggfirn, pequeña pero importante (3 km de longitud y unos 600 m de anchura), que lleva al paso de Grünhornlücke (3.280 m) que conecta con el glaciar Fiescher en el este.
Desde la Konkordiaplatz, el glaciar Aletsch tiene una anchura de aproximadamente 1,5 km y se mueve en torno a 180 m por año hacia el sur, dejando a los picos Dreieckhorn en el oeste y el gran Wannenhorn en el este. Después tiene un gran giro hacia el suroeste, en paralelo al valle del Ródano, del que lo separa la cresta formada por los picos Eggishorn y Bettmerhorn. A medio camino, a los 2.350 m de altura, se ha formado un lago glaciar al este, el Märjelen. La parte más baja del glaciar de Aletsch se cubre en gran parte con el detritus de las morrenas lateral y central. El final del glaciar se sitúa en la actualidad en los 1.560 m de altura, por debajo ya de la cota superior del arbolado local, donde surge el río Massa que continúa por el mismo valle que antiguamente ocupaba también el glaciar, hasta desembocar finalmente en el valle del Ródano, cerca de Brig.
El glaciar Aletsch tiene un grosor considerable de hielo, desde los más de 900 m de la Konkordiaplatz, que van progresivamente decreciendo hacia el sur hasta los 150 m aproximadamente. 
La característica morrena central de color oscuro se prolonga en dos franjas desde la Konkordiaplatz y a lo largo de toda la longitud del glaciar hasta el final. Esta morrena central se forma de tres campos grandes del hielo superior, que después continúan unidos en ella. De las dos franjas, la del oeste se llama Kranzbergmoräne y la del este Trugbergmoräne.

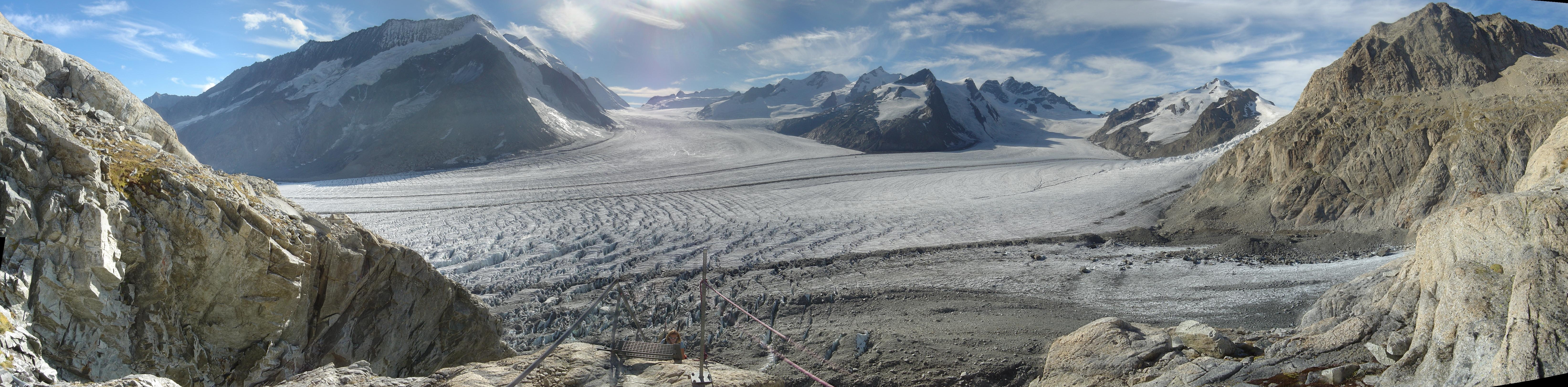
Panorama del Glaciar Aletsch y Konkordiaplatz vistos desde el refugio Konkordia

## Fluctuaciones del glaciar

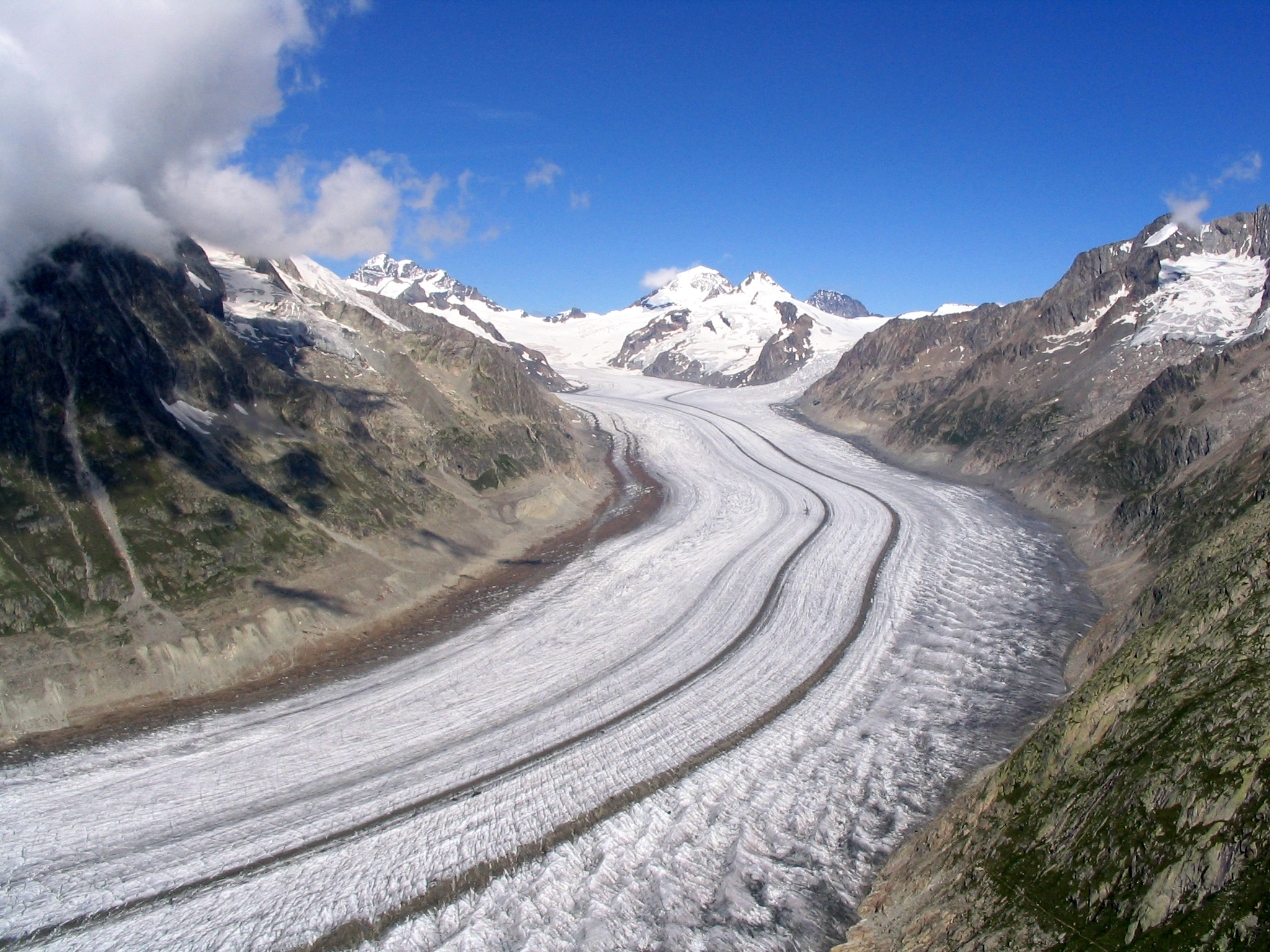
Grosser Aletschgletscher (Alpes berneses), vista desde Eggishorn (2.927 m)

Las referencias durante la Pequeña Edad de Hielo (siglo XV) sitúan el frente del glaciar Aletsch 2,5 km más abajo en el valle, y a causa del calentamiento global desde 1870, se ha reducido notablemente el volumen de la parte inferior de la Konkordiaplatz y el frente del glaciar se ha retirado hasta su posición actual. Hoy en día se puede estimar la disminución de la profundidad del hielo gracias a la falta de vegetación que ha ido dejando la pared de la morrena lateral y, así, desde 1850 el grosor del hielo ha disminuido en torno a los 100 m. Antiguamente llegaban a estar unidos el glaciar Aletsch con los flujos de hielo del glaciar Oberaletsch y el Mittelaletsch.
Debido a su gran tamaño, el glaciar Aletsch es relativamente inmune a las fluctuaciones climáticas a corto plazo. Mientras que muchos otros glaciares avanzaron del final de los años 70 a principios de los años 80, el glaciar Aletsch apenas reaccionó a este enfriamiento temporal, igual que tampoco ha reaccionado apenas al calentamiento posterior a partir de 1983. En los últimos años está sufriendo las consecuencias de la mayor temperatura y está claro su retroceso, igual que el resto de los glaciares alpinos.

## Turismo
El glaciar Aletsch es un lugar especial para los viajeros e investigadores. Ha habido centros de investigación en el Jungfraujoch desde 1937, y desde 1976 en el Riederfurka sobre el Riederalp. Las numerosas cabinas de teleférico han abierto al público la región del Berggrat entre el Riederhorn y el Eggishorn. Esta zona tiene una vista muy hermosa del frente del glaciar y de su parte inferior. Por la parte superior, el acceso por tren desde Grindelwald hasta el Jungfraujoch (3.571 m) abre a los turistas un espléndido panorama sobre el principio del glaciar.
También en la parte este de la Konkordiaplatz está la parada Konkordia (2850 m) del teleférico del Club Alpino Suizo, que sirve como punto de partida para las rutas de las zonas altas del Jungfraujoch o del valle de Lötschental en el área del Paso de Grimsel.